# Marceli Sachs
Marceli Sachs (ur. 1870 w Warszawie, zm. 2 lutego 1934 tamże) – polski dziennikarz, wydawca gazet, związany z Łodzią. 

## Życiorys
Pochodził z żydowskiej rodziny, ale sam przyjął chrzest w kościele ewangelicko-reformowanym. 
Przed I wojną światową współpracował z czasopismami wydawanymi przez SDKPiL oraz PPS-Lewicę. W prasie warszawskiej publikował tłumaczenia z języków obcych. 
Był wydawcą i redaktorem naczelnym gazet „Głos”, „Głos Polski”, „Goniec Wieczorny Ilustrowany”, „Kurier Czerwony”, współpracował z czasopismami „Echa Płockie”, „Gazeta Lubelska” i „Ziarno”. W latach 1907–08 był redaktorem naczelnym, a w latach 1909–10 sekretarzem „Gazety Kujawskiej” we Włocławku. Od lipca do grudnia 1913 r. był sekretarzem redakcji „Kuriera Włocławskiego”. 
Jako publicysta podejmował chętnie problematykę popularnonaukową i społeczną. 
30 kwietnia 1914 został powołany na stanowisko kierownika literackiego „Nowej Gazety Łódzkiej”, wydawanej w Łodzi przez J. Grodka. 
Po zakończeniu okupacji niemieckiej w czasie I wojny światowej nadal zajmował się wydawaniem prasy codziennej w Łodzi. Został redaktorem i wydawcą „Głosu Polskiego” (od 12 listopada 1918), przejmując w tym celu urządzenia redakcyjne i sprzęt wspieranej przez Niemców „Godziny Polski” Adama Napieralskiego i Cezarego Zawiłowskiego. Ponieważ konkurencyjna prasa tę inicjatywę uznawała za naganną, rząd powołał kuratorów majątku w osobach Aleksego Rżewskiego i Kazimierza Pużaka. Oponenci oskarżali go o bezprawne przywłaszczenie mienia państwowego, więc wniósł pozew o zniesławienie przeciwko stronom, reprezentowanym przez Romualda Petrykowskiego i Stanisława Książka (1921). 
W latach 1918–29 był redaktorem naczelnym nie tylko „Głosu Polskiego” ale i jego popołudniówki „Kurier Wieczorny” (1921–25).
Zmęczony walką z konkurencją i wyczerpany przewlekłą chorobą wycofał się z działalności dziennikarskiej i przeniósł się do Warszawy. Został pochowany na cmentarzu ewangelicko-reformowanym w Warszawie.  Nekrologi zamieściły gazety łódzkie. 
Pozostawił żonę Marię. 